# スタートストーニー砂漠

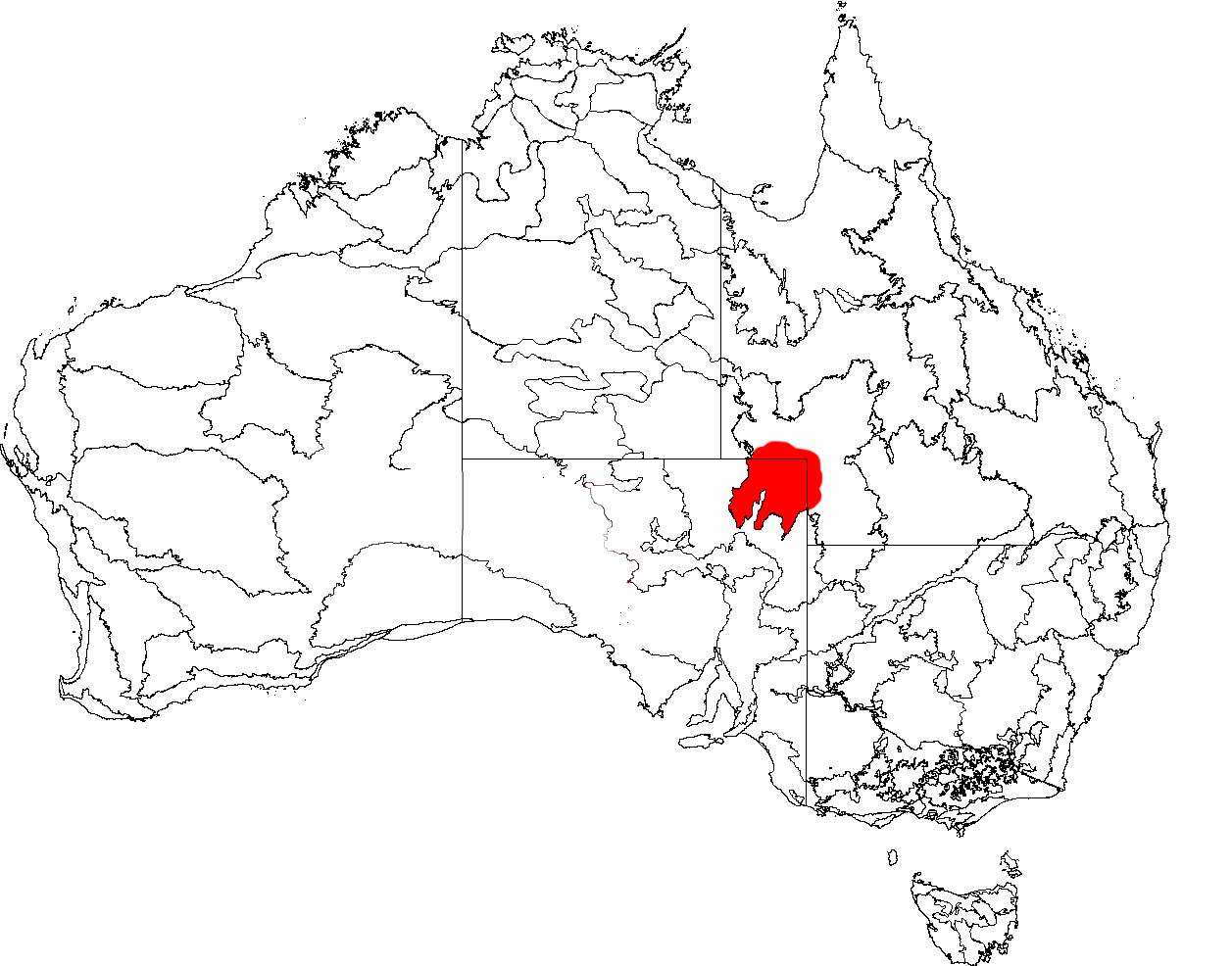
スタートストーニー砂漠の位置

スタートストーニー砂漠（スタートストーニーさばく、英: Sturt Stony Desert）は、オーストラリアの南オーストラリア州北東部にある砂漠。1844年にオーストラリア大陸の中心点到達を試みたチャールズ・スタートにちなみ名づけられたが、当初はスターツストーニー砂漠 (Sturt's Stony Desert) と呼ばれていた。彼の遠征の途上、この岩がちな砂漠では馬がなかなか進まず、家畜のひづめも磨り減って通過は難航した。
西にはシンプソン砂漠が、南東にはチャレツキ砂漠が、南西にはティラリ砂漠が広がっており、とりわけティラリ砂漠とはエコリージョンを形成している。南オーストラリア州のマーリーとクイーンズランド州のバーズビルとをむすぶバーズビル・トラックが通る。